# Penambuhan
Penambuhan is een bestuurslaag in het regentschap Pati van de provincie Midden-Java, Indonesië. Penambuhan telt 2098 inwoners (volkstelling 2010).